# Mega-CD
Mega-CD (japanska: メガCD?, Mega-CD), (även kallad Sega Wondermega), (Sega CD i Nordamerika) är ett tillbehör till Segas tv-spelkonsol Sega Mega Drive. Med Mega-CD blev det möjligt att spela spel som kom på CD-skivor istället för kassetter, och den kunde även spela upp vanliga musikskivor.
Mega-CD blev ingen stor kommersiell framgång, vilket också gällde Sega 32X. Den släpptes bara några år innan den nya generationen konsoler som Playstation och fick med sig vad som kallas för "shovelware", mjukvara av låg kvalitet, som sålde mer på kvantitet än kvalitet.

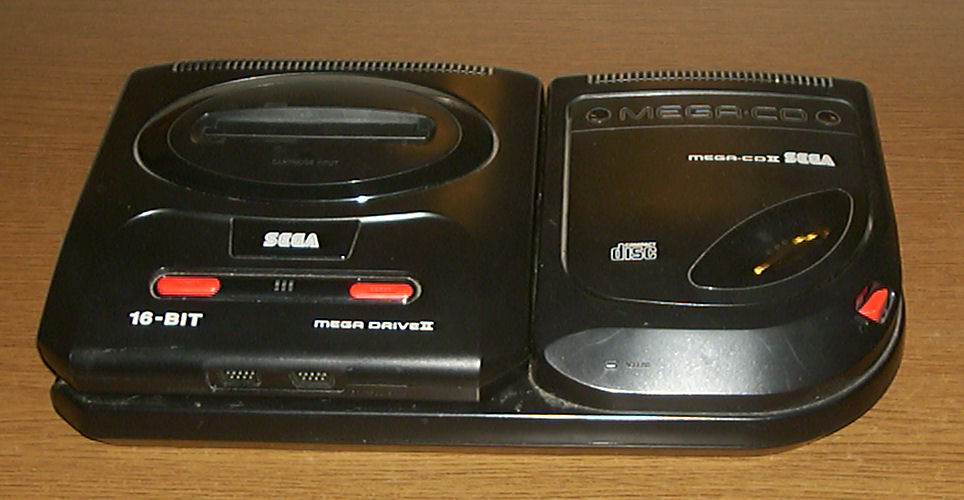
Mega Drive II (PAL) + Mega-CD II (PAL)
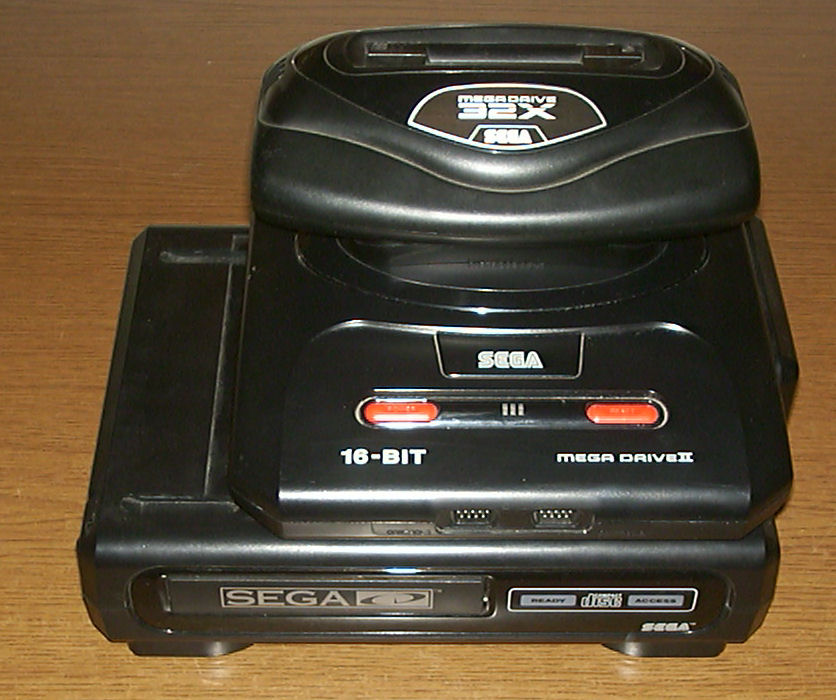
Mega Drive II (PAL) + Sega CD II (US NTSC) + 32X (PAL)
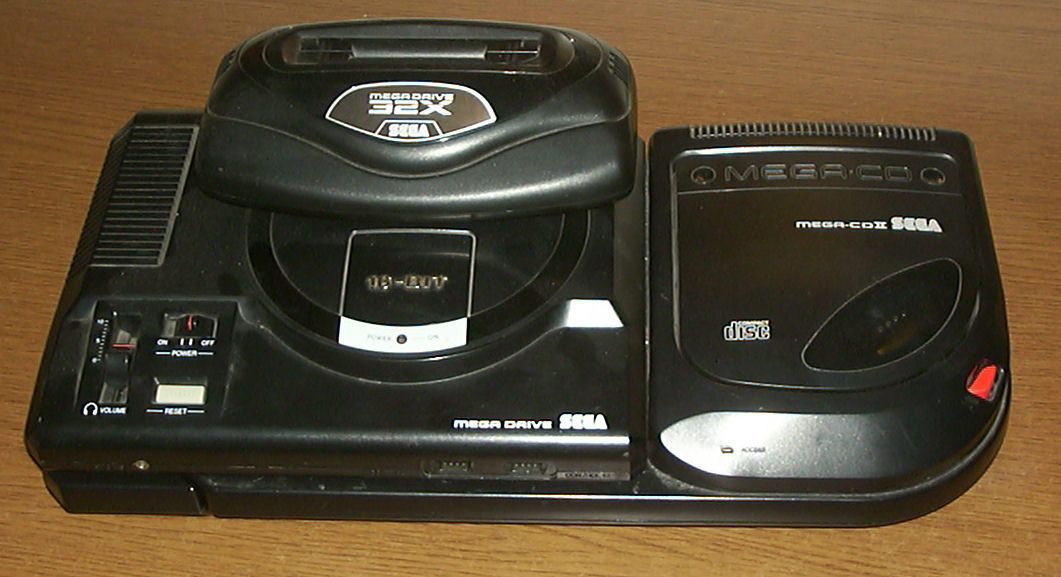
Mega Drive (PAL) + Mega-CD II (PAL) + 32X (PAL)

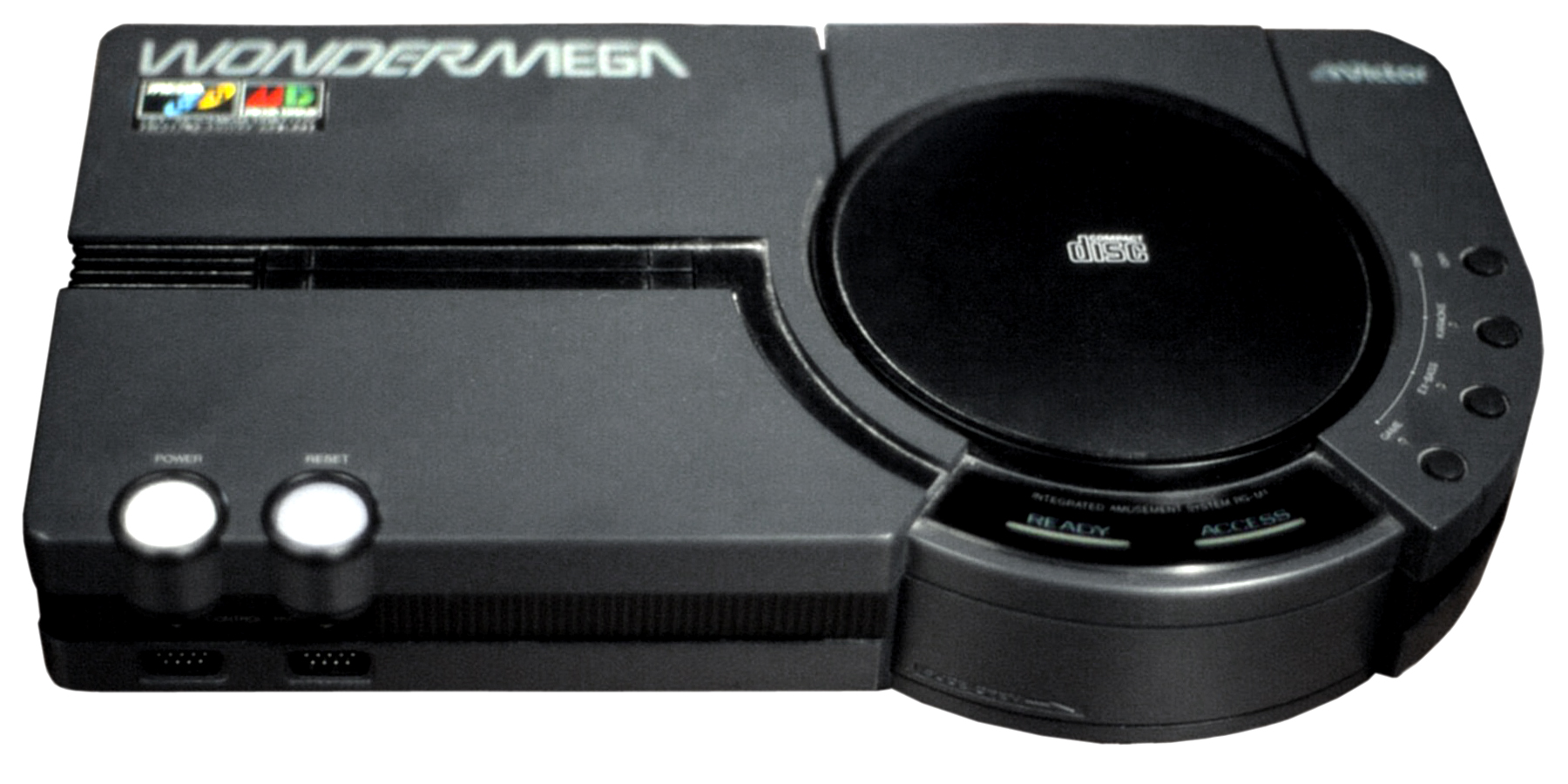
Wondermega (jap)
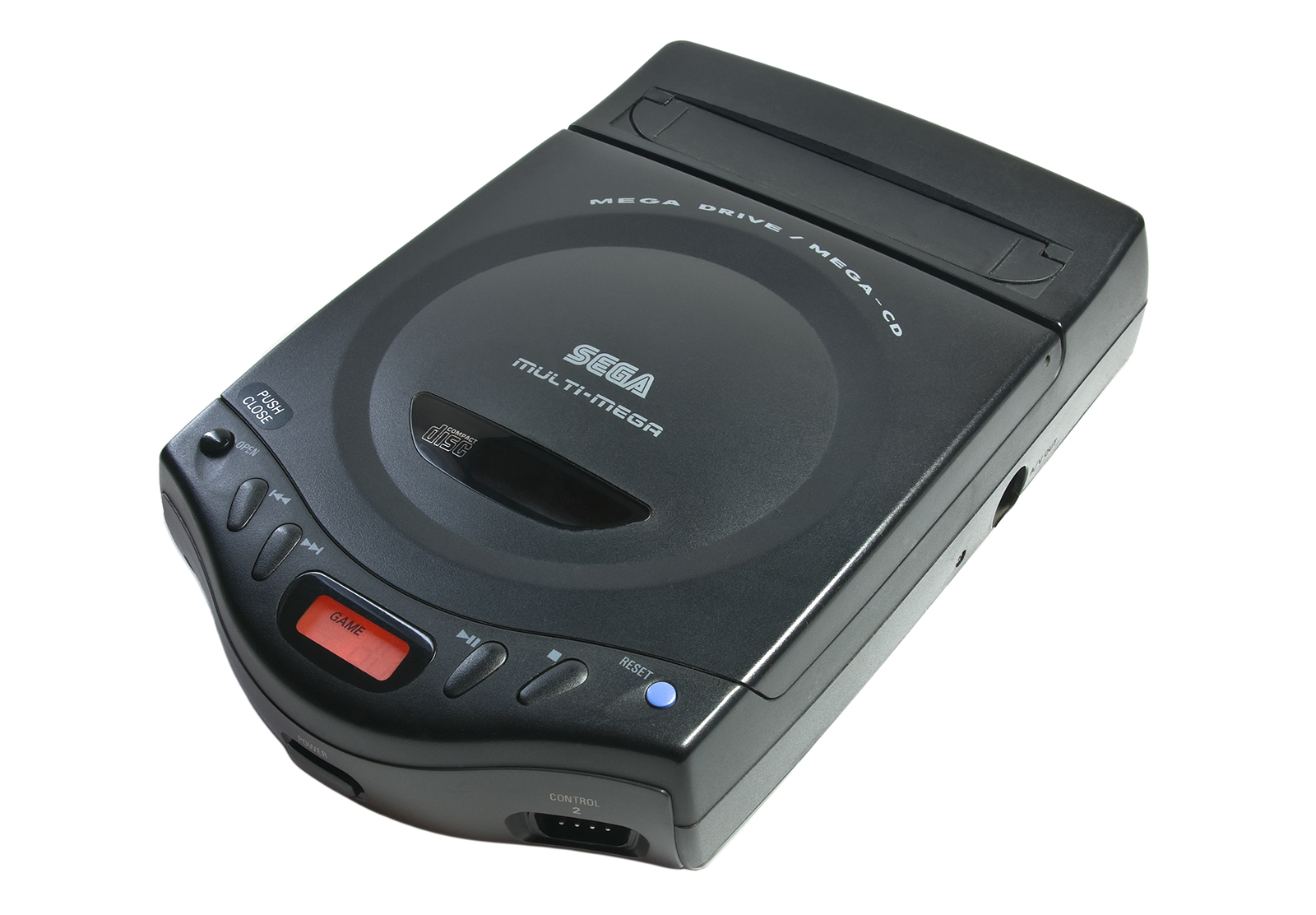
Sega Multi Mega (pal)

## Spel (urval)
- Sonic CD
- Final Fight
- Snatcher

### Fotnoter
1. ↑  Sato (18 september 2013). ”Sega's Original Hardware Developer Talks About The Company’s Past Consoles” (på engelska). Siliconera. http://www.siliconera.com/2013/09/18/segas-original-hardware-developer-talks-about-the-companys-past-consoles/. Läst 23 maj 2017.